# Cowlitz (langue)
Pour les articles homonymes, voir Cowlitz.
Le cowlitz (ƛʼpúlmixq en cowlitz) est une langue amérindienne de la famille des langues salish parlée aux États-Unis, au Sud-Est de l'État de Washington.
Selon Dale Kinkade, il ne restait que deux locuteurs de langue maternelle dans les années 1970. La langue est éteinte.

## Variétés,
Franz Boas signale que le cowlitz a deux dialectes avec une opposition phonologique [k] [x] et [t͡ʃ] [ʃ]. Mais la disparition rapide de la langue fait que ces différences sont mal documentées.

## Écriture
| ʔ  | a | b | c | cʼ | č | čʼ | d  | e   | ə | f | g | h | i  | j | k | kʷ | kʼ | kʼʷ | l  | lʼ | ɬ  | ƛʼ | m  | mʼ | n |
| nʼ | o | o | p | pʼ | q | qʷ | qʼ | qʼʷ | r | s | š | t | tʼ | u | v | w  | wʼ | x   | xʷ | x̣  | x̣ʷ | y  | yʼ | z  |   |

## Phonologie

### Voyelles
|         | Antérieure | Centrale      | Postérieure |
| ------- | ---------- | ------------- | ----------- |
| Fermée  | i [i]      |               | u [u]       |
| Moyenne | eː [æː]    | ə [ə]         | oː [ɔː]     |
| Ouverte |            | a [a] aː [aː] |             |

### Consonnes
|               |            | Bilabiale | Dentale | Latérale | Palatale | Vélaire           | Uvulaire          | Glottale |
| ------------- | ---------- | --------- | ------- | -------- | -------- | ----------------- | ----------------- | -------- |
| Occlusives    | Sourdes    | p [p]     | t [t]   |          |          | k [k] kʷ [kʷ]     | q [q] qʷ [qʷ]     | ʔ [ʔ]    |
| Occlusives    | Glottales  | pʼ[pʼ]    | tʼ[tʼ]  |          |          | kʼ [kʼ] kʾʷ [kʾʷ] | qʼ [qʼ] qʾʷ [qʾʷ] |          |
| Fricatives    | Fricatives |           | s [s]   |          | š [ʃ]    | x [x] xʷ [xʷ]     | χ [χ] χʷ [χʷ]     | h [h]    |
| Affriquées    | Sourdes    |           | c [c]   |          | č [t͡ʃ]   |                   |                   |          |
| Affriquées    | Glottales  |           | cʼ [cʼ] | λʼ [t͡ɫʼ] | čʼ [t͡ʃʼ] |                   |                   |          |
| Nasales       | Simples    | m [m]     | n [n]   |          |          |                   |                   |          |
| Nasales       | Glottales  | mʼ [mʼ]   | nʼ [nʼ] |          |          |                   |                   |          |
| Liquides      | simples    |           |         | l [l]    |          |                   |                   |          |
| Liquides      | Glottales  |           |         | lʼ [lʼ]  |          |                   |                   |          |
| Semi-voyelles | simples    | w [w]     |         |          | y [j]    |                   |                   |          |
| Semi-voyelles | Glottales  | wʼ [wʼ]   |         |          | yʼ [jʼ]  |                   |                   |          |